# Paul J. Sorg

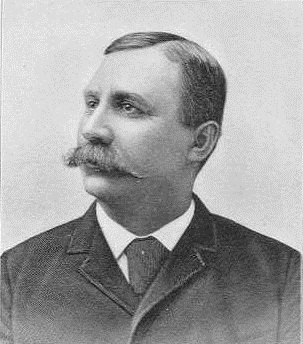
Paul J. Sorg (1896)

Paul John Sorg (* 23. September 1840 in Wheeling, Virginia; † 28. Mai 1902 in Middletown, Ohio) war ein US-amerikanischer Politiker. Zwischen 1894 und 1897 vertrat er den Bundesstaat Ohio im US-Repräsentantenhaus.

## Leben
Der im heutigen West Virginia geborene Paul Sorg besuchte die öffentlichen Schulen seiner Heimat. Im Jahr 1852 kam er mit seinen Eltern nach Cincinnati in Ohio, wo er eine Abendschule besuchte. Während des Bürgerkrieges diente er im Heer der Union. Danach arbeitete er im Tabakgeschäft, wobei er besonders für die Finanzen und die Buchhaltung zuständig war. Gleichzeitig schlug er als Mitglied der Demokratischen Partei eine politische Laufbahn ein.
Nach dem Tod des Abgeordneten George W. Houk wurde Sorg der fälligen Nachwahl für den dritten Sitz von Ohio als dessen Nachfolger in das US-Repräsentantenhaus in Washington, D.C. gewählt, wo er am 21. Mai 1894 sein neues Mandat antrat. Nach einer Wiederwahl konnte er bis zum 3. März 1897 im Kongress verbleiben. Im Jahr 1896 verzichtete er auf eine weitere Kandidatur. Nach seiner Zeit im US-Repräsentantenhaus zog Sorg nach Middletown, wo er seine früheren Tätigkeiten wieder aufnahm. Er stiftete dort unter anderem ein Opernhaus. In Middletown ist er am 28. Mai 1902 auch verstorben. Er war mit Susan Gruver verheiratet, mit der er zwei Kinder hatte.